# Micrelenchus dilatatus
Micrelenchus dilatatus es una especie de molusco gasterópodo de la familia Trochidae. 

## Distribución geográfica

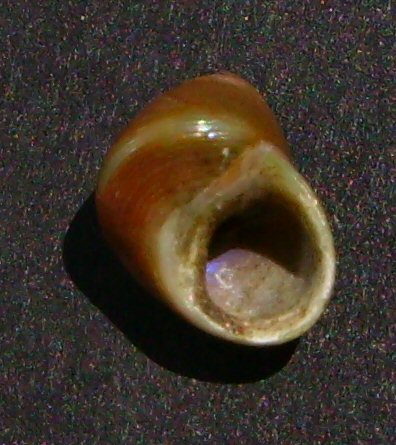
Apertural view of a shell of Micrelenchus dilatatus

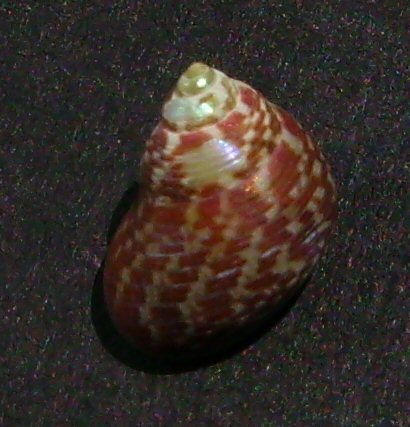
One shell pattern of Micrelenchus dilatatus

Se encuentra en Nueva Zelanda